# أولوست (برشلونة)
بلدية أولوست (بالكاتالانية: Olost) هي إحدى بلديات مقاطعة برشلونة، والتي تقع في منطقة كاتالونيا، شرق إسبانيا.
يبلغ عدد سكانها 1.193 نسمة وفقاً لإحصائية سنة (2007).

## وصلات خارجية
- نبذة عن أولوست  على فريبيس